# Petrel galapagoski
Petrel galapagoski, petrel ciemnogrzbiety (Pterodroma phaeopygia) – gatunek średniej wielkości ptaka z rodziny burzykowatych (Procellariidae), gniazdujący endemicznie na Galapagos. Krytycznie zagrożony wyginięciem.
SystematykaTakson ten dawniej bywał włączany do petrela antylskiego (P. hasitata). Za podgatunek P. phaeopygia uznawano do niedawna petrela hawajskiego (P. sandwichensis), klasyfikowanego obecnie jako osobny podgatunek. Po podziale taksonu petrel galapagoski jest gatunkiem monotypowym.

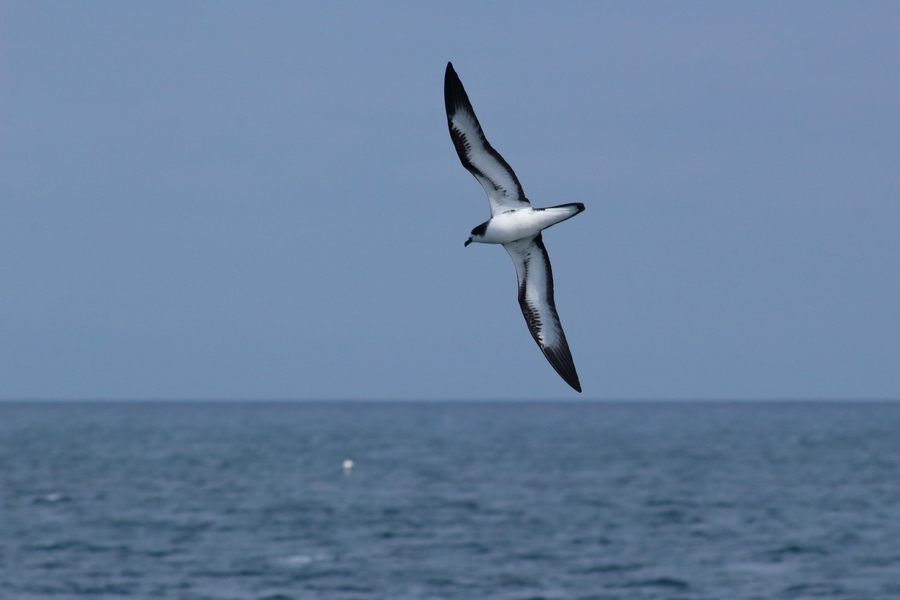
Petrel galapagoski w locie

WyglądDuże skrzydła. Wierzch ciała ciemnobrązowy, oprócz białego czoła i (czasami) boków kupra. Czarna czapka obejmuje oko i sięga daleko ku tyłowi. Spód skrzydeł biały, z wyjątkiem ciemnej plamy na podbarkówkach i ciemnego obrzeżenia skrzydeł, a także ukośnego paska od nadgarstka przez pokrywy podskrzydłowe ku bokom. Dziób ciemny, nogi różowe.
RozmiaryDługość ciała do 43 cm.
Zasięg, środowiskoGniazduje wyłącznie na Galapagos. Poza sezonem lęgowym w rozproszeniu na tropikalnych wodach wschodniego Pacyfiku po wybrzeża Ameryki Centralnej i Południowej – od Meksyku po Peru.
Ekologia i zachowanieGniazduje na wilgotnych obszarach wyżynnych i górskich na wysokości 300–900 m n.p.m., w norach, naturalnych jamach i szczelinach, na zboczach, w kraterach, tunelach lawowych czy wąwozach. Składanie jaj ma miejsce od maja do października, ze szczytem w sierpniu.
Żywi się głównie kalmarami, rybami i skorupiakami.
W locie przeplata szybowanie kilkakrotnymi uderzeniami skrzydeł.
StatusMiędzynarodowa Unia Ochrony Przyrody (IUCN) uznaje petrela galapagoskiego za gatunek krytycznie zagrożony (CR – Critically Endangered) nieprzerwanie od 1994 roku. Liczebność populacji w 2008 roku szacowano na 10–20 tysięcy osobników; wykazuje ona trend spadkowy. Główne zagrożenie dla gatunku to drapieżnictwo introdukowanych ssaków, zwłaszcza szczurów, kotów i świń.